# Biplanispira
Biplanispira es un género de foraminífero bentónico de la familia Pellatispiridae, de la superfamilia Nummulitoidea, del suborden Rotaliina y del orden Rotaliida. Su especie tipo es Heterospira mirabilis. Su rango cronoestratigráfico abarca desde el Luteciense (Eoceno medio) hasta el Priaboniense (Eoceno superior).

## Clasificación
Biplanispira incluye a las siguientes especies:
- Biplanispira absurda
- Biplanispira depressa
- Biplanispira elliptica
- Biplanispira inflata
- Biplanispira mirabilis